# Michael O'Leary
Michael Kevin O'Leary, född 20 mars 1961 i Mullingar, är verkställande direktör för lågprisflygbolaget Ryanair. Han är en av Irlands rikaste affärsmän. 

## Bakgrund
Michael O'Leary föddes i Mullingar, Westmeath på Irland. Som ung studerade han vid internatskolan Clongowes Wood College. Trinity College. 1979 påbörjade han studier i ekonomi vid Dublins universitet, och efter avslutade studier arbetade han som revisor på KPMG (dåvarande Stokes Kennedy Crowley) i två år. 1985 startade han två tobaksaffärsrörelser i Dublin. Under sin tid på KPMG mötte han Tony Ryan som var chef på Guinness Peat Aviation. Ryan anställde Michael O'Leary som personlig ekonomisk rådgivare och skatterådgivare. Tony Ryan startade sedan Ryanair tillsammans med Christy Ryan och Liam Lonergan. Inledningsvis gick det dåligt för flygbolaget och Michael O'Leary skickades iväg till USA för att studera Southwest Airlines affärsmodell.

## Ryanair
Michael O'Leary var vice koncernchef på Ryanair mellan 1991 och 1994. 1994 befordrades han till koncernchef och det var under hans ledning som flygbolaget blev ett lågprisbolag. Flygbolaget är i dag Europas största lågprisflygbolag. O'Leary har själv beskrivit Ryanairs affärsmodell så här i the Sunday Times: "The other airlines are asking how they can put up fares. We are asking how we could get rid of them." ("De andra flygbolagen frågar sig hur de kan höja biljettpriserna. Vi frågar hur vi kan bli av med dem.").

## Kontroversiella uttalanden
Michael O'Leary har flera gånger gjort kontroversiella uttalanden i media och använt uppseendeväckande metaforer. Till exempel sade han vid en presskonferens att flygbolagets förstaklassresenärer skulle kunna åtnjuta "free beds and blowjobs" ("gratis sängar och avsugningar"). I november 2009 uttalade sig O'Leary kraftigt nedvärderande om myndigheter i Sverige och Norge och uttalade bland annat att Allmänna reklamationsnämnden (ARN) är "idioter". Bakgrunden var myndighetens tolkning av EU-direktivet om kompensation till passagerare vid försenade och inställda flygningar, och pågående rättsfall kring detta.